# Jérémie Vaubaillon
Jérémie Vaubaillon (1976) è un astronomo francese.

## Biografia
Jérémie J. Vaubaillon è un astronomo francese che lavora all'IMCCE presso l'Osservatorio di Parigi.
Si occupa principalmente di previsione dell'attività meteorica dei principali sciami meteorici, in questo campo è riconosciuto come uno dei migliori specialisti mondiali . È membro dell'Unione Astronomica Internazionale .

## Selezione di lavori pubblicati
- Demonstration of gaps due to Jupiter in meteoroid streams. What happened with the 2003 Pi-Puppids? (2005) [3]
- A new method to predict meteor showers (2005) [4]
- THEORETICAL MODELING OF THE SPORADIC METEOR COMPLEX. (2008) [5]
- 2008 ED_69 AND KAPPA CYGNIDS (2008) [6]
- Long term integration of meteoroid streams (2009) [7]
- MINOR PLANET 2002 EX12 (=169P/NEAT) AND THE ALPHA CAPRICORNID SHOWER (2010) [8]

- OBSERVATIONAL EVIDENCE FOR AN IMPACT ON THE MAIN-BELT ASTEROID (596) SCHEILA (2011) [9]

- Association of individual meteors with their parent bodies (Research Note) (2012) [10]

- (FRIPON) FIREBALL RECOVERY AND INTERPLANETARY MATTER OBSERVATION NETWORK. (2012) [11]

- The meteor dedicated CAmera for BEtter Resolution NETwork (CABERNET)  (2012) [12]

- Call for observation of asteroid 2012 FZ23 and its association with southern meteor shower (2012) [13]

- A study to improve the past orbit of comet C/1917 F1 (Mellish) on the basis of its observed meteor showers (2016) [14].

## Riconoscimenti
- Nel 2013 gli è stata assegnata la medaglia di bronzo del CNRS [15].

- Gli è stato dedicato un asteroide, 82896 Vaubaillon [16].